# Leon Dmochowski
Leon Dmochowski (Ternópil, 1 de julio de 1909 - Ciudad de México, 26 de agosto de 1981) fue un investigador y profesor ucraniano-estadounidense. Estaba especializado en oncología viral. Fue pionero en el uso de la microscopía electrónica, de igual forma fue el primero en establecer la naturaleza viral de los tumores cancerosos.

## Biografía
Nació en 1909 en el seno de una familia sacerdotal católica griega, en la ciudad de Ternópil (actualmente Ucrania; en ese momento territorio de la corona austríaca de Galitzia y Lodomeria). En 1927 se graduó en el Gymnasium ucraniano para niños en Przemyśl. Entre 1928 y 1933 estudió en la Facultad de Medicina de la Universidad de Leópolis, donde obtuvo una licenciatura. Se mudó a Varsovia, Polonia, y entre 1934 y 1935 trabajó como médico general en la clínica de la Universidad de Leópolis.
De 1935 a 1938, fue asistente de investigación en el laboratorio de cáncer del Instituto Estatal de Higiene de Polonia, Departamento de Bacteriología y Medicina experimental en el laboratorio del profesor Ludwik Hirszfeld. En 1937 recibió un Doctorado en Medicina de la Universidad de Varsovia.
Después de obtener una beca de viaje de un año, Dmochowski se mudó a Londres en 1938, trabajando en el Institute of Cancer Research. Durante este período, publicó una serie de artículos científicos sobre estudios de cáncer en varias revistas médicas. En 1946 se trasladó a Leeds, donde trabajó como investigador y profesor en el Departamento de Patología Experimental e Investigación del Cáncer de la Facultad de Medicina de la Universidad de Leeds. En 1949 recibió un segundo Doctorado en Medicina de la Universidad de Leeds.
En 1951 se mudó a Estados Unidos, dedicándose a la investigación en el campo de la inmunología, la serología tumoral, la virología, la genética y la endocrinología. En 1953 fue uno de los primeros en descubrir el origen viral de los tumores malignos. Desde 1954, fue el jefe del Departamento de Virología y Microscopía Electrónica en el Centro Oncológico MD Anderson de la Universidad de Texas en Houston. Allí, dirigió un equipo de expertos en importantes proyectos de investigación sobre el vínculo entre virus y cáncer.
Entre 1953 y 1954, Dmochowski fue profesor asociado visitante de microbiología en el Colegio de Médicos y Cirujanos Vagelos de la Universidad de Columbia en Nueva York. De 1949 a 1955 fue asesor de la Administración de las Naciones Unidas para el Auxilio y la Rehabilitación (UNRRA).
En 1971, Dmochowski y sus colegas cultivaron cantidades de virus a partir de células extraídas de un paciente con cáncer, lo que en ese momento se consideró un avance significativo en la investigación de los virus del cáncer.
Fue autor y coautor de más de 450 artículos científicos en el campo de la inmunología, la serología, la endocrinología, la virología y su relación con la oncología experimental y clínica. Pionero en el uso de la microscopía electrónica en oncología viral, fue el primero en descubrir virus en leucemias y tumores malignos de mama de ratones. Experimentos posteriores han demostrado la presencia de tales virus en humanos. Expresó puntos de vista originales y aplicó métodos para estudiar la relación entre los virus y el cáncer.
Fue autor de secciones en los libros: Advances in Cancer Research (1953), Cancer (1957), Diseases of Poultry (1959; 1969) y The Book of Health (1963).
La mayoría de los virólogos oncológicos del mundo fueron alumnos del Dr. Dmohovsky o se formaron profesionalmente bajo su influencia; casi todos los científicos japoneses de la época mejoraron sus conocimientos bajo su dirección. Consultor del US Cancer Institute e instituciones académicas y de investigación, miembro honorario de organizaciones estadounidenses e internacionales. Ha sido honrado con numerosos premios y títulos académicos honorarios. Miembro desde hace mucho tiempo de la Sociedad Médica Ucraniana de América del Norte y de la Sociedad Científica Shevchenko.
Falleció en la Ciudad de México, mientras estaba de vacaciones, y está enterrado en el cementerio Memorial Oaks en Houston, Texas.